# Ratio de eficiencia energética estacional
En Europa, la eficacia estacional del equipamiento de refrigeración, enfriadores y acondicionadores de aire se valora frecuentemente mediante la ratio de eficiencia energética estacional (ESEER), definida por el Compañía de Certificación Eurovent. Un estándar similar en los Estados Unidos es el Ratio de Eficacia Energética Integrada (IEER).
El ESEER se calcula mediante combinando la carga total o parcial de las Ratios de Eficiencia de Energía  (EER), para diferentes aires estacionales o temperaturas de agua, e incluyendo factores de peso apropiados. Estos valores se muestran en la siguiente tabla:
| Ratio de carga parcial | Temperatura del aire (°C) | Temperatura del agua (°C) | Coeficientes de ponderación |
| ---------------------- | ------------------------- | ------------------------- | --------------------------- |
| 100                    | 35                        | 30                        | 3%                          |
| 75                     | 30                        | 26                        | 33%                         |
| 50                     | 25                        | 22                        | 41%                         |
| 25                     | 20                        | 18                        | 23%                         |

La fórmula para ESEER se puede presentar como sigue: 
ESEER = (EER@100% carga × 0.03) + (EER@75% carga × 0.33) + (EER@50% carga × 0.41) + (EER@25% carga × 0.23)
Eurovent publica valores EER y ESEER en su Directorio de Certificación de Productos, junto con la capacidad de enfriamiento  y entrada de potencia para condiciones estándares a carga llena, para una variedad amplia de  equipamiento disponible comercialmente.